# Muslimisches Forum Deutschland
Das Muslimische Forum Deutschland e. V. (MFD) ist eine Plattform von Persönlichkeiten des öffentlichen Lebens, die nach eigenen Angaben den humanistisch orientierten Muslimen in Deutschland eine Stimme geben will.

## Geschichte
Gegründet wurde das Muslimische Forum Deutschland am 22. April 2015 mit Unterstützung der Konrad-Adenauer-Stiftung. Zu den Erstunterzeichnern der Gründungserklärung gehörten unter anderem Mouhanad Khorchide, Erdal Toprakyaran, Lamya Kaddor, Marwan Abou Taam, Ralph Ghadban, Ahmad Mansour, Abdul-Ahmad Rashid, Güner Yasemin Balcı, Cigdem Toprak, Ali Yildiz, Düzen Tekkal. Neben Sunniten und Schiiten gehören auch Aleviten, Jesiden und christliche Unterstützer zu den Teilnehmern des Forums.
Zum Sprecher des Muslimischen Forums Deutschland wurde der Psychologe Ahmad Mansour gewählt.
Am 2. Oktober 2015 veröffentlichte das Muslimische Forum Deutschland seine Berliner Thesen. In insgesamt 17 Punkten konkretisierte das Forum seine Positionen zum Islam. Über seine Facebook-Seite informiert das Forum regelmäßig über seine Aktivitäten.

## Positionen und Ziele
Das Muslimische Forum Deutschland sieht sich als Stimme der humanistisch orientierten Muslime in Deutschland. Diese bilden nach Meinung des Forums die Mehrheit der Muslime in Deutschland, würden aber von den bestehenden muslimischen Institutionen in Deutschland nicht repräsentiert. Um nicht auf ein „liberales“ Islamverständnis reduziert zu werden, sei auf den Begriff „liberal“ in der Gründungserklärung bewusst verzichtet worden. Beobachter sprechen dennoch von liberalen Muslimen.
Das Forum möchte ein Islamverständnis etablieren, das mit den Grundwerten des Grundgesetzes und mit der deutschen Lebenswirklichkeit übereinstimmt. Dazu betrachten sie die Entwicklung der islamischen Theologie als nicht abgeschlossen. Davon unberührt sind die Grundpfeiler des islamischen Glaubens. Koran und Sunna müssen im historischen Kontext verstanden werden und mithilfe der historisch-kritischen Methode interpretiert werden. Der humanistische Islam glaubt sich nicht im Besitz der letzten Wahrheit und lehnt Exklusivismus ab. Religion und Politik müssen getrennt sein, auch um die Religion vor Missbrauch durch die Politik zu schützen. Frauen sollen selbstbestimmt leben können.
Konkrete Einzelforderungen des Forums sind unter anderem die Freiheit von Frauen, das Kopftuch zu tragen oder auch abzulegen. Bei Kindern spricht sich das Forum generell gegen das Kopftuch aus. Erziehung soll die Selbstbestimmung als Ziel haben und die Werte des Grundgesetzes vermitteln. Patriarchalische Strukturen werden abgelehnt und die Teilnahme aller muslimischen Schüler an Schwimmunterricht, Klassenfahrten und Sexualkundeunterricht gefordert. Toleranz gegenüber Fanatikern und einem menschenverachtenden Verständnis von Islam, wie zum Beispiel der Salafisten, wird abgelehnt. Antisemitismus, Homophobie und Deutschenfeindlichkeit werden zurückgewiesen, ebenso Hass auf den „Westen“. Andererseits wendet sich das Forum aber auch gegen Islamfeindlichkeit, Klischees und undifferenzierte Berichterstattung.
Das Muslimische Forum Deutschland bedauert, dass

„Akte des Terrors durch Positionen innerhalb der islamischen Theologie legitimiert werden. Ein Islamverständnis, das Inhalte vermittelt, die die Radikalisierung begünstigt, ist leider Teil des Problems. Wir laden alle Muslime dazu ein, mit uns daran zu arbeiten, jene wahabitisch-salafistische und auch andere politisierte Formen des Islam zu widerlegen und ihnen mit Entschlossenheit entgegenzuwirken. […] Wir können den Koran und somit den Islam nur dann vor solchem Missbrauch schützen, wenn wir eine historisch kritische Lesart des Korans etablieren, die den Koran in seinem historischen Kontext verortet und so Gewaltaussagen entschärft. […] Die Politik und die Gesellschaft sind aufgefordert, dem politischen Islam und dem Dschihadismus mit allen demokratischen Mitteln stärker zu bekämpfen. Heute gilt es mehr als je zuvor, demokratische Werte und Freiheitsverständnisse aktiv zu vermitteln.“

## Kritik
Thomas Lemmen, Referent für christlich-islamischen Dialog im Erzbistum Köln und Geschäftsführer der Christlich-Islamischen Gesellschaft, kritisierte, dass das Muslimische Forum Deutschland keine Religionsgemeinschaft sei und deshalb keine Alternative zu den Moscheeverbänden biete. Seiner Meinung nach sollte der Diskurs um einen liberalen Islam in den Moscheeverbänden stattfinden, während das Muslimische Forum Deutschland sich von diesen abspalte. Zudem sei der Anspruch, die Mehrheit der Muslime zu repräsentieren, fragwürdig. Lemmen kritisiert auch, dass mit der Konrad-Adenauer-Stiftung eine parteinahe Stiftung auf die Gründung eines religiösen Vereines Einfluss genommen hat.
Der Vorsitzende des Zentralrats der Muslime, Aiman Mazyek, meinte: „Schon in der Vergangenheit sind immer wieder muslimische Think Tanks von Stiftungen oder Akademien initiiert oder gegründet worden.“ Dahinter verberge sich seiner Meinung nach der Wunsch, beim Thema muslimisches Leben in Deutschland mitzumischen. Andere Verbandsfunktionäre äußerten ihre Kritik hinter vorgehaltener Hand. Es handele sich um einen „erneuten Versuch“, theologische Grundsätze des Islams öffentlich in Frage zu stellen. Kritisiert wurde unter anderem auch die Teilnahme des Reformtheologen Mouhanad Khorchide und des Islamkritikers Ralph Ghadban am Muslimischen Forum Deutschland.